# Autarito
Autarito (m. 238 a.C.) foi um chefe mercenário gaulês às ordens de Cartago.
Combateu contra os romanos em Agrigento, Sicília, durante a Primeira Guerra Púnica, e durante esta, permaneceu fiel a Cartago quando os seus companheiros desertaram em massa para as filas romanas.
Finalizada a Primeira Guerra Púnica, e de volta na África, converteu-se num dos líderes da revolta mercenária (241 a.C.). Liderou um contingente de aproximadamente dois mil mercenários gauleses e combateu junto a Spendios contra o exército cartaginês de Amílcar Barca durante a Guerra dos Mercenários.
Os seus dotes de oratória e os seus conhecimentos da língua fenícia convenceram os rebeldes para que assassinassem  Giscão e os emissários cartagineses, ato que realizaram com extrema crueldade.
Bloqueado por Amílcar no desfiladeiro de "A Serra", rendeu-se aos cartagineses junto a Spendios e Zarza, o Africano. Foi crucificado com eles diante das muralhas de Tunes, a capital dos mercenários controlada por Mathô (238 a.C.).